# 赖因哈德·马克思
賴因哈德·馬克思（德語：Reinhard Marx；1953年9月21日—）是德國籍天主教司鐸級樞機、現任慕尼黑-弗賴辛總教區總主教及德國主教團主席。

## 生平
馬克思於1953年9月21日在西德北萊茵-威斯特法倫州的市鎮盖瑟克出生。他於1979年6月2日在帕德伯恩總教區晉鐸。1989年，他在波鴻波鴻魯爾大學獲得了神學博士學位。
他於1996年9月21日晉牧，並獲教宗若望·保祿二世委任為帕德伯恩總教區輔理主教，領佩蒂納領銜教區主教銜。他於2001年12月20日改任為特里爾教區主教。馬克思於2007年11月30日接替榮休的費德廉·維特爾樞機而接任慕尼黑-弗賴辛總教區正權總主教，2008年2月2日正式就任。
教宗本篤十六世於2010年11月20日將他擢升為司鐸級樞機。他於2010年12月11日和28日分別獲任命為教育部和宗座平信徒理事會成員。2012年3月7日，他又被出任聖座東方教會部成員。同年3月22日，他當選歐盟主教團主席。
馬克思於2016年1月9至16日應越南主教的邀請，率領五人代表團訪問當地。行程中他們與北寧、河內和胡志明市的教會領袖和教友見面，又探訪在胡志明市的愛慕十字架修女會，但越南政府拒絕批准代表團按計劃到訪榮教區。

## 評論

### 同性戀問題
馬克思對德國媒體《奧格斯堡匯報》表示天主教會必須堅守一男一女的婚姻，但他也要關注同性戀者權利。

## 牧徽

赖因哈德·马克思枢机牧徽